# Ring-Film GmbH
La Ring-Film GmbH fu una piccola casa di produzione cinematografica berlinese attiva in Germania dal 1918 al 1928. Vi lavorarono i registi Adolf Gärtner, Lothar Mendes, Hubert Moest, Harry Piel ma, soprattutto, il produttore Erik Lund che diresse la gran parte dei film della Ring, avvalendosi di una squadra di tecnici e di attori fissi. Tra questi, la sceneggiatrice Ruth Goetz, il direttore della fotografia Curt Courant, lo scenografo Siegfried Wroblewsky e gli attori Olga Engl, Wilhelm Diegelmann, Bruno Kastner, Leopold von Ledebur, Eva May, Hermann Picha, Hermann Thimig.
Vi lavorarono, anche se occasionalmente, molti dei nomi più noti della cinematografia tedesca dell'epoca: Hans Albers, Friedrich Kühne, Erna Morena, Paul Hartmann, Fritz Rasp

## Galleria d'immagini

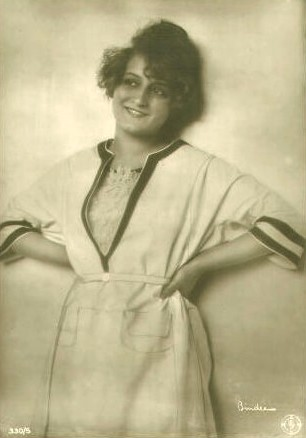
Eva May
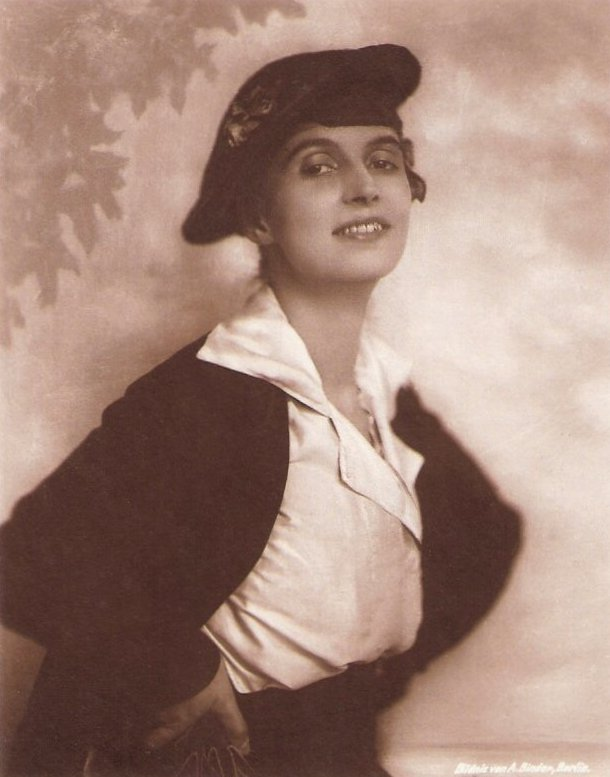
Erna Morena

## Filmografia
- Erträumtes, regia di Adolf Gärtner (1918)
- Der Gattestellvertreter, regia di Adolf Gärtner (1918)
- Das Gerücht, regia di Adolf Gärtner (1918)
- Sadja, regia di Adolf Gärtner e di Erik Lund (1918)
- Stürme - Ein Mädchenschicksal, regia di Erik Lund (1919)
- Staatsanwalt Jordan, regia di Erik Lund (1919)
- Schwarze Perlen, regia di Erik Lund (1919)
- Eines Mannes Wort, regia di Erik Lund (1919)
- Die verwunschene Prinzessin, regia di Erik Lund (1919)
- Die Fee von Saint Ménard, regia di Erik Lund (1919)
- Die Braut des Entmündigten, regia di Erik Lund (1919)
- Der Weltmeister, regia di Erik Lund (1919)
- Der Schwur, regia di Erik Lund (1919)
- Il cuore del Casanova (Das Herz des Casanova), regia di Erik Lund (1919)
- Das Gebot der Liebe, regia di Erik Lund (1919)
- Artistentreue, regia di Erik Lund (1919)
- Allerseelen, regia di Erik Lund (1919)
- Die Bodega von Los Cuerros, regia di Erik Lund (1919)
- Das törichte Herz, regia di Erik Lund (1919)
- Die goldene Lüge, regia di Erik Lund (1919)
- Nur ein Diener, regia di Erik Lund (1919)
- Verbotene Liebe, regia di Erik Lund (1920)
- Schloß Einöd, regia di Erik Lund (1920)
- Im Wirbel des Lebens, regia di Erik Lund (1920)
- Der König von Paris, 1. Teil - Die Geschichte des André Lifou, regia di Erik Lund (1920)
- Der König von Paris, 2. Teil - Die Geschichte des André Lifou, regia di Erik Lund (1920)
- Alfred von Ingelheims Lebensdrama, regia di Erik Lund (1921)
- Die Geschichte von Barak Johnson, regia di Erik Lund (1921)
- Der Silberkönig, 1. Teil - Der 13. März, regia di Erik Lund (1921)
- Der Silberkönig, 2. Teil - Der Mann der Tat, regia di Erik Lund (1921)
- Der Silberkönig, 3. Teil - Claim 36, regia di Erik Lund (1921)
- Der Silberkönig, 4. Teil - Rochesterstreet 29, regia di Erik Lund (1921)
- Die Geschichte des grauen Hauses 1 - Episode: Der Mord aus verschmähter Liebe, regia di Erik Lund (1921)
- Der Abenteurer, regia di Lothar Mendes (1922)
- Götz von Berlichingen zubenannt mit der eisernen Hand, regia di Hubert Moest (1925)
- Seine stärkste Waffe, regia di Harry Piel (1928)